# Listă de conducători de stat din 1303
1299 - 1300 - 1301 - 1302 - 1303 - 1304 - 1305 - 1306 - 1307
Aceasta este o listă a conducătorilor de stat din anul 1303:

## Europa
- Ahaia: Isabela de Villehardouin (principesă, 1289-1306/1307) și Filip de Savoia (principe, 1301-1306/1307)
- Anglia: Eduard I (rege din dinastia Plantagenet, 1272-1307)
- Anjou: Carol al III-lea (conte, 1290-1325; ulterior, împărat titular de Constantinopol, 1301-1308)
- Aragon: Iacob al II-lea (rege din dinastia de Barcelona, 1291-1327; anterior, rege al Siciliei, 1285-1295)
- Austria: Albert I (duce din dinastia de Habsburg, 1281/1282-1308; ulterior, rege al Germaniei, 1298-1308) și Rudolf al III-lea (duce din dinastia de Habsburg, 1298-1306; ulterior, rege al Cehiei, 1306-1307)
- Bavaria Inferioară: Otto al III-lea (duce din dinastia de Wittelsbach, 1290-1312; ulterior, rege al Ungariei, 1305-1307) și Ștefan (duce din dinastia de Wittelsbach, 1294-1310)
- Bavaria Superioară: Rudolf I cel Bâlbâit (duce din dinastia de Wittelsbach, 1294-1319) și Ludovic al IV-lea (duce din dinastia de Wittelsbach, 1294-1347; ulterior, rege al Germaniei, 1314-1347; ulterior, duce în Bavaria Inferioară, 1340-1347)
- Bizanț: Andronic al II-lea (împărat din dinastia Paleologilor, 1282-1328)
- Bosnia: Ștefan I (ban din dinastia Kotromanic, cca. 1290-cca. 1314) și Mladen I Sobic (ban, 1302-1304)
- Brabant: Ioan al II-lea (duce, 1294-1312)
- Brandenburg: Otto al IV-lea (margraf din dinastia Askaniană, 1267-1308) și Konrad (margraf din dinastia Askaniană, 1267-1304)
- Bretagne: Ioan al II-lea (duce, 1286-1305)
- Bulgaria: Teodor Svetoslav Terter (țar din dinastia Terterizilor, 1300-1321)
- Burgundia: Robert al II-lea (duce din dinastia Capețiană, 1272-1306)
- Castilia: Ferdinand al IV-lea (rege, 1295-1312)
- Cehia: Vaclav al II-lea (rege din dinastia Premysl, 1278-1305; ulterior, rege al Poloniei, 1300-1305; ulterior, rege al Ungariei, 1301-1305)
- Cipru: Henric al II-lea (rege din dinastia de Antiohia-Lusignan, 1285-1324; ulterior, rege, 1286-1291, și rege titular al Ierusalimului, 1291-1324)
- Constantinopol: Catherine I de Courtenay (împărăteasă titulară, 1283-1308) și Carol de Valois (împărat titular, 1301-1308; totodată, conte de Anjou, 1290-1325)
- Danemarca: Erik al VI-lea Maendved (rege din dinastia Valdemar, 1286-1319)
- Epir: Toma Anghelos Ducas (despot din familia Anghelos, 1296-1318)
- Ferrara: Azzo al VIII-lea (senior din casa d'Este, 1293-1308; de asemenea, senior de Modena, 1293-1306)
- Flandra: Gui de Dampierre (conte din dinastia de Dampierre, 1278-1304)
- Franța: Filip al IV-lea cel Frumos (rege din dinastia Capețiană, 1285-1314; totodată, rege al Navarrei, 1284-1305)
- Germania: Albert I (rege din dinastia de Habsburg, 1298-1308; anterior, duce de Austria, 1281/1282-1308)
- Gruzia: Wakhtang al III-lea (rege din dinastia Bagratizilor, 1301-1307)
- Gruzia, statul Imeretia: Constantin (rege din dinastia Bagratizilor, 1293-1327)
- Hainaut: Ioan I (conte din casa de Avesnes, 1280-1304; ulterior, conte de Olanda, 1299-1304)
- Halici-Volânia: Iuri I Lvovici (cneaz, 1301-1308)
- Hoarda de Aur: Ghias ad-Din Tohtu (han din dinastia Batuizilor, 1290/1291-1312)
- Lituania: Vytenis (mare duce, cca. 1295-1316)
- Lorena Superioară: Ferry al III-lea (duce din casa Lorena-Alsacia, 1250-1303) și Thibaut al II-lea (duce din casa Lorena-Alsacia, 1303-1312)
- Luxemburg: Henric al V-lea (conte, 1288-1310; ulterior, rege al Germaniei, 1308-1313; ulterior, împărat occidental, 1312-1313)
- Mantova: Guido Botesalla (senior din casa Bonacolsi, 1299-1309)
- Marinizii: Abu Iakub Iusuf an-Nasr ibn Iakub (emir din dinastia Marinizilor, 1286-1307)
- Mazovia: Boleslaw al II-lea (cneaz din dinastia Piasti, 1294-1313)
- Modena: Azzo al VIII-lea (senior din casa d'Este, 1293-1306; totodată, senior de Ferrara, 1293-1308)
- Montferrat: Giovanni I cel Drept (marchiz din casa lui Aleramo, 1290/1292-1305)
- Nasrizii: Abu Abdallah Muhammad al III-lea al-Mahlu ibn Muhammad (II) (emir din dinastia Nasrizilor, 1302-1309)
- Navarra: Ioana I (regină din dinastia de Champagne, 1274-1305; totodată, contesă de Champagne, 1274-1285) și Filip (rege din dinastia Capețiană, 1284-1305; ulterior, rege al Franței, 1285-1314)
- Neapole: Carol al II-lea cel Șchiop (rege din dinastia de Anjou, 1285-1309; totodată, conte de Anjou, 1285-1290; totodată, principe de Ahaia, 1285-1289; totodată, rege titular al Ierusalimului, 1285-1286)
- Norvegia: Haakon al V-lea Magnusson (rege, 1299-1319)
- Olanda: Ioan al II-lea (conte, 1299-1304; anterior, conte de Hainaut, 1280-1304)
- Ordinul teutonic: Gottfried von Hohenlohe (mare maestru, 1297-1303) și Siegfried von Feuchtwangen (mare maestru, 1303-1311)
- Polonia: Waclaw I (rege din dinastia Premysl, 1300-1305; anterior, rege al Cehiei, 1278-1305; anterior, cneaz în Polonia Mică, 1291-1305; totodată, cneaz în Polonia Mare, 1300-1305; ulterior, rege al Ungariei, 1301-1305)
- Polonia Mare: Waclaw I (cneaz din dinastia Premysl, 1300-1305; anterior, cneaz în Polonia Mică, 1291-1305; ulterior, rege al Poloniei, 1300-1305)
- Polonia Mică: Waclaw I (cneaz din dinastia Premysl, 1291-1305; anterior, rege al Cehiei, 1278-1305; ulterior, rege al Poloniei, 1300-1305; ulterior, rege al Ungariei, 1301-1305)
- Portugalia: Dinis I (rege din dinastia de Burgundia, 1279-1325)
- Reazan: Vasili Konstantinovici (mare cneaz, 1301-1308)
- Savoia: Amedeo al V-lea cel Mare (conte, 1285-1323)
- Saxonia: Rudolf I (duce din dinastia Askaniană, 1298-1356)
- Saxonia: Diezmann (margraf din dinastia de Wettin, 1291-1307) și Frederic I cel Îndrăzneț (margraf din dinastia de Wettin, 1291-1323)
- Scoția: interregnum (1296-1306)
- Serbia: Ștefan Dragutin (rege din dinastia Nemanja, 1276-1282/1316) și Ștefan Uroș al II-lea Milutin (rege din dinastia Nemanja, 1282-1321)
- Sicilia: Frederic al II-lea (rege din dinastia de Barcelona, 1295-1337)
- Statul papal: Bonifaciu al VIII-lea (papă, 1294/1295-1303) și Benedict al XI-lea (papă, 1303-1304)
- Suedia: Birger Magnusson (rege din dinastia Folkung, 1290-1318)
- Suzdal: Mihail Andreievici (cneaz, 1279-1305)
- Transilvania: Ladislau Kan (voievod, 1296-1315)
- Tver: Mihail I Iaroslavici (cneaz, cca. 1285-1317; ulterior, mare cneaz de Vladimir, 1304-1317)
- Țara Românească: Tihomir (voievod, cca. 1290-cca. 1310)
- Ungaria: Vencel (rege din dinastia Premysl, 1301-1305; anterior, rege al Cehiei, 1278-1305; totodată, rege al Poloniei, 1300-1305)
- Veneția: Pietro Gradenigo (doge, 1289-1311)
- Vladimir: Andrei al III-lea Aleksandrovici (mare cneaz, 1282-1284, 1293-1304)

## Africa
- Benin: Udaghedo (obba, cca. 1299-cca. 1334)
- Califatul abbasid (Egipt): Abu'l-Rabi Sulaiman al-Mustakfi ibn al-Hakim (calif din dinastia Abbasizilor, 1302-1340)
- Ethiopia: Wedem Ra'ad (împărat, 1299-1314)
- Hafsizii: Abu Asida (sau Abu Abdallah) Muhammad al II-lea al-Muntasir ibn Iahia (II) (calif din dinastia Hafsizilor, 1295-1309) și Abu'l-Baka Halid I an-Nasir ibn Iahia (III) (calif din dinastia Hafsizilor, 1301-1311)
- Imerina: Andriananerimerina (rege, cca. 1300-cca. 1320)
- Kanem-Bornu: Abdullah al II-lea (sultan, cca. 1301-cca. 1320)
- Mali: Gao (rege din dinastia Keyta, cca. 1300-1305)
- Mamelucii: an-Nasir Nasir ad-Din Muhammad ibn Kalaun (sultan din dinastia Bahrizilor, 1293-1294, 1298-1308, 1309-1340)
- Marinizii: Abu Iakub Iusuf an-Nasr ibn Iakub (emir din dinastia Marinizilor, 1286-1307)
- Nasrizii: Abu Abdallah Muhammad al III-lea al-Mahlu ibn Muhammad (II) (emir din dinastia Nasrizilor, 1302-1309)

## Asia

### Orientul Apropiat
- Armenia Mică: Hetum al II-lea (rege din dinastia Hetumizilor, 1289-1294, 1295-1296, 1299-1305)
- Ayyubizii din Hisn Kaifa și Amid: al-Malik al-Kamil al III-lea Abu Bakr Muhammad ibn Abdallah (sultan din dinastia Ayyubizilor, 1283-?)
- Bizanț: Andronic al II-lea (împărat din dinastia Paleologilor, 1282-1328)
- Bizanț, Imperiul de Trapezunt: Alexios al II-lea (împărat din dinastia Marilor Comneni, 1297-1330)
- Cipru: Henric al II-lea (rege din dinastia de Antiohia-Lusignan, 1285-1324; ulterior, rege, 1286-1291, și rege titular al Ierusalimului, 1291-1324)
- Hulaguizii (Ilhanii): Mahmud Ghazan (han, 1295-1304)
- Ierusalim: Henric al II-lea de Antiohia-Lusignan (rege, 1286-1291; rege titular, 1291-1324; totodată, rege al Ciprului, 1285-1324)
- Imperiul otoman: Osman I Ghazi (sultan din dinastia Osmană, 1281-1326)
- Mamelucii: an-Nasir Nasir ad-Din Muhammad ibn Kalaun (sultan din dinastia Bahrizilor, 1293-1294, 1298-1308, 1309-1340)
- Selgiucizii din Konya: Ghias ad-Din Masud al II-lea ibn Kai-Kaus (sultan din dinastia Selgiucizilor, 1281-1284, 1284-1293, 1294-1301, 1302-1305)

### Orientul Îndepărtat
- Bengal: Șams ad-Din Firuz ibn Bughra (sultan din casa lui Balban, 1298-1322)
- Birmania, statul Mon: Wareru (rege, 1287-1306?)
- Birmania, statul Pagan: Sawhint (rege din dinastia Constructorilor de Temple, 1298-1325)
- Birmania, statul Șanilor: Athinhkaya (rege, 1289-1324)
- Cambodgea, Imperiul Kambujadesa (Angkor): Indravarman al III-lea (Srindravarman) (împărat din dinastia Mahidharapura, 1295-1307)
- Cambodgea, statul Tjampa: Jaya Sinhavarman al III-lea (rege din cea de a unsprezecea dinastie, ?-1307) (?)
- China: Chengzon (Temur-Oljeitu) (împărat din dinastia Yuan, 1294-1307)
- Ciaghataizii: Dua (han, cca. 1291-1306)
- Coreea, statul Koryo: Ch'ungyol Wang (Wang Chun) (rege din dinastia Wang, 1275-1308)
- Hoarda de Aur: Ghias ad-Din Tohtu (han din dinastia Batuizilor, 1290/1291-1312)
- India, statul Delhi: Ala ad-Din Muhammad Șah I ibn Iughriș (sultan din dinastia Haldjiților, 1296-1316)
- India, statul Hoysala: Ballala al III-lea (rege, 1300-1342; anterior, rege în Hoysala de nord, 1291-1342)
- India, statul Hoysala de nord: Ballala al III-lea (rege, 1291-1342; ulterior, rege în Hoysala de sud, 1300-1342)
- Japonia: Go-Nijo (împărat, 1301-1308) și Hisaakira (principe imperial, 1289-1308)
- Kashmir: Suhadeva (Ramachandra) (rege din dinastia Simhadeva, 1301-1320)
- Statul Madjapahit: Kertarajasa Jayavardhana (Raden Vijaya) (rege, 1293-1309)
- Mongolii: Temur-Oljeitu (mare han, 1294-1307)
- Nepal, în Bhadgaon: Anantamalla (rege din dinastia Malla, 1280-cca. 1310; totodată, rege în Patan, cca. 1274-cca. 1310)
- Nepal, în Patan: Anantamalla (rege din dinastia Malla, cca. 1274-cca. 1310)
- Sri Lanka: Parakkamabahu al IV-lea (Pandita) (rege din dinastia Silakala, 1302-1326/1332)
- Sri Lanka, statul Jaffna: Varothya Segarajasekaran al III-lea (rege, 1302-1325)
- Thailanda, statul Sukhotai: Locu Thai (rege, 1299-1339)
- Vietnam, statul Dai Viet: Tran Anh-tong (rege din dinastia Tran timpurie, 1293-1314)